# Modulo di Thiele
Nell'ambito della catalisi, il modulo di Thiele è un parametro utilizzato per determinare l'efficienza di un catalizzatore solido.
Il modulo di Thiele {\displaystyle \phi _{Th}} è definito come:
{\displaystyle \phi _{Th}=L{\sqrt {\frac {k}{D}}}}
dove:
- L è un parametro che a seconda della tipologia di catalizzatore indica la lunghezza media dei pori del catalizzatore (per catalizzatori porosi), lo spessore del film di catalizzatore che ricopre il supporto (nel caso di sistemi catalitici supportati) o il raggio della particella di catalizzatore (nel caso in cui solo la superficie esterna del catalizzatore sia attiva o in assenza di pori);
- k è la costante di velocità per una reazione del primo ordine;
- D è il coefficiente di diffusione effettivo della specie chimica reagente in corrispondenza della superficie attiva del catalizzatore.

Bisogna utilizzare catalizzatori che abbiano moduli di Thiele né troppo alti (altrimenti una parte del catalizzatore rimane inutilizzata, per cui si spende più di quanto si dovrebbe) né troppo bassi (altrimenti la superficie del catalizzatore non è sufficiente a raggiungere la velocità di reazione desiderata).